# Salgado (Sergipe)
Salgado es un municipio brasileño del estado de Sergipe.

## Historia
Las tierras del actual municipio comenzaron a ser poblada en la mitad del siglo XIX, surgiendo una población llamada Pau Hierro o Salgadinho. La localidad comenzó a partir de la construcción de la línea férrea, en 1911. En 1927 fue separado de Boquim y elevado a municipio de Salgado. En 1938 su sede pasó a la categoría de ciudad.

## Geografía
Se localiza a una latitud 11º01'55" sur y a una longitud 37º28'30" oeste, estando a una altitud de 100 metros. Su población estimada en 2004 era de 19.984 habitantes.
Posee un área de 255,8 km².